# Die gelbe Kuh

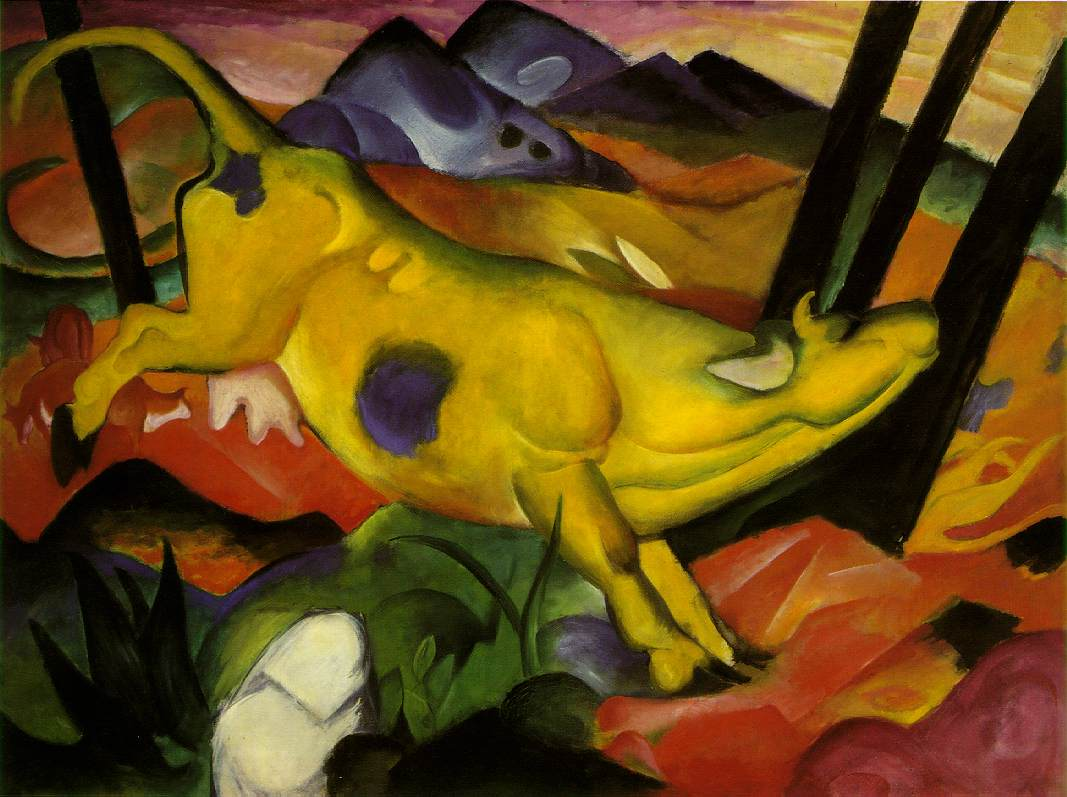
Die gelbe Kuh
Franz Marc, 1911
189,2 × 140,7 cm
Öl auf Leinwand
Solomon R. Guggenheim Museum, New York

Die gelbe Kuh ist ein Gemälde des deutschen Malers Franz Marc aus dem Jahr 1911. Es ist eines der bekanntesten Werke des Künstlers und zeigt eine seiner zahlreichen Tierdarstellungen im Stile des Expressionismus. Die Ausführung erfolgte in Öl auf Leinwand mit den Maßen 140,7 × 189,2 Zentimeter. Als zentrales Motiv dominiert eine springende gelbe Kuh das Gemälde. Sie ist von einer bunten, strukturierten Landschaft umgeben. Die Konzeption des Bildes bestimmt maßgeblich der Kontrast zwischen dynamischem Motiv und ruhigem Hintergrund.
Die gelbe Kuh fällt in die prägende Phase von Marcs Werk. Die zu dieser Zeit von ihm mitentwickelte Farbsymbolik durchdringt das Bild. Bei ihr steht keine naturalistische Farbwiedergabe, sondern die Vermittlung der zugeschriebenen Gefühlswelt des Motivs im Vordergrund. So erhält die Darstellung bewusst eine subjektive Botschaft des Malers und vermittelt seine Sichtweise der Welt. Für Marc verkörperten Tiere ein Ideal, das er menschlicher Naturbeherrschung entgegenhielt. Spätere Deutungen seiner Gelben Kuh verweisen auf autobiografische Einflüsse und bringen das Bild in einen Zusammenhang zur Beziehung zu seiner Frau Maria Franck.
Seit 1949 befindet sich das Gemälde im Besitz der Solomon R. Guggenheim Foundation, die es im New Yorker Solomon R. Guggenheim Museum ausstellt. Zuvor präsentierten es unter anderem Ausstellungen des Blauen Reiters in München und die Galerie Nierendorf.

## Bildkonzeption und Ausführung
Das Bild gliedert sich in den Vordergrund, der das zentrale Motiv der Gelben Kuh enthält, einen Mittelgrund und den strukturell stark untergliederten Hintergrund. Die Malstruktur ist fein, aber flächig. Den Bildaufbau prägt der Kontrast zwischen dem ruhig gehaltenen Hintergrund und der Dynamik des zentralen Motivs. Die Bewegung äußert sich besonders in der Körperhaltung des Tieres. Während die Vorderbeine bereits die Körperlast zu stemmen scheinen, befinden sich die Hinterläufe noch in einer schwungvollen Sprungbewegung. Der Eindruck eines Kontrastes von Zentralmotiv und Hintergrund verstärkt die in gedeckten Farben vergleichsweise konkret gehaltene Landschaft, in der ruhig grasende Tiere erkennbar sind.
Im Gegensatz zum Dynamikkontrast ergibt die Farbkomposition ein ausgewogenes Gesamtbild, das alle Spektralfarben enthält. Es dominieren warme Farben mit harmonisch-hellem Farbklang, die dem Bild einen freundlichen Ausdruck verleihen. Dabei prägen leuchtende Farben wie Gelb, Rot und Grün das Bild, die wenigen dunklen, schwarzen und blaugrauen Töne treten in den Hintergrund.

### Vordergrund
Die gelbe Kuh bildet das zentrale Motiv des Gemäldes. Sie dominiert durch ihre beträchtliche relative Größe den Vordergrund. Marc ordnete sie, leicht nach links versetzt, in der Mitte des Bildes an. Bildbeherrschend schiebt sie sich fast diagonal in den Landschaftsraum und verdrängt Landschaftselemente wie Bäume, Hügel und Pflanzen auf Nebenschauplätze. Ihr Schwanz schwingt direkt in die obere linke Bildecke. Durch die versetzte Position und Absetzung vom Hintergrund korrespondiert das Motiv mit der Umwelt des Gemäldes. Es wirkt, als würde sie, aus der linken oberen Ecke kommend, dem Bild entspringen. So entsteht angedeutet ein Eindruck von Räumlichkeit.
Das Motiv zeigt eine massige, schwerfällige Kuh, die durch das Bild zu springen scheint und den Kopf dabei genussvoll nach oben neigt, ihre Kehle preisgibt. Die Darstellung der Kuh weist eine außergewöhnliche Sichelform auf. Sie lässt sich als Allusion Marcs an die schwungvolle Formensprache des Jugendstils verstehen, der zu jener Zeit weit verbreitet war. Die ungewöhnliche Körperhaltung sticht gegenüber den meisten zuvor angefertigten Tierbildern Marcs hervor, die von typischen, traditionellen Figurenkompositionen und Perspektiven geprägt sind.
Das Fell erscheint in verschiedenen Gelbtönen, einzig am Bauch schimmert ein blauschwarzer Fleck. Ihre vornehmlich gelbe, anti-naturalistische Farbgebung steht in deutlichem Kontrast zu den gedeckten Farben des restlichen Bildes. Einzelne Bereiche der Kuh behalten ihre natürliche Farbgebung: So weisen Euter, Hufe und die Gesichtszeichnung eine von dem dominanten Gelb abweichende Färbung auf. Farbige oder schwarze Konturen verdeutlichen das Erscheinungsbild.

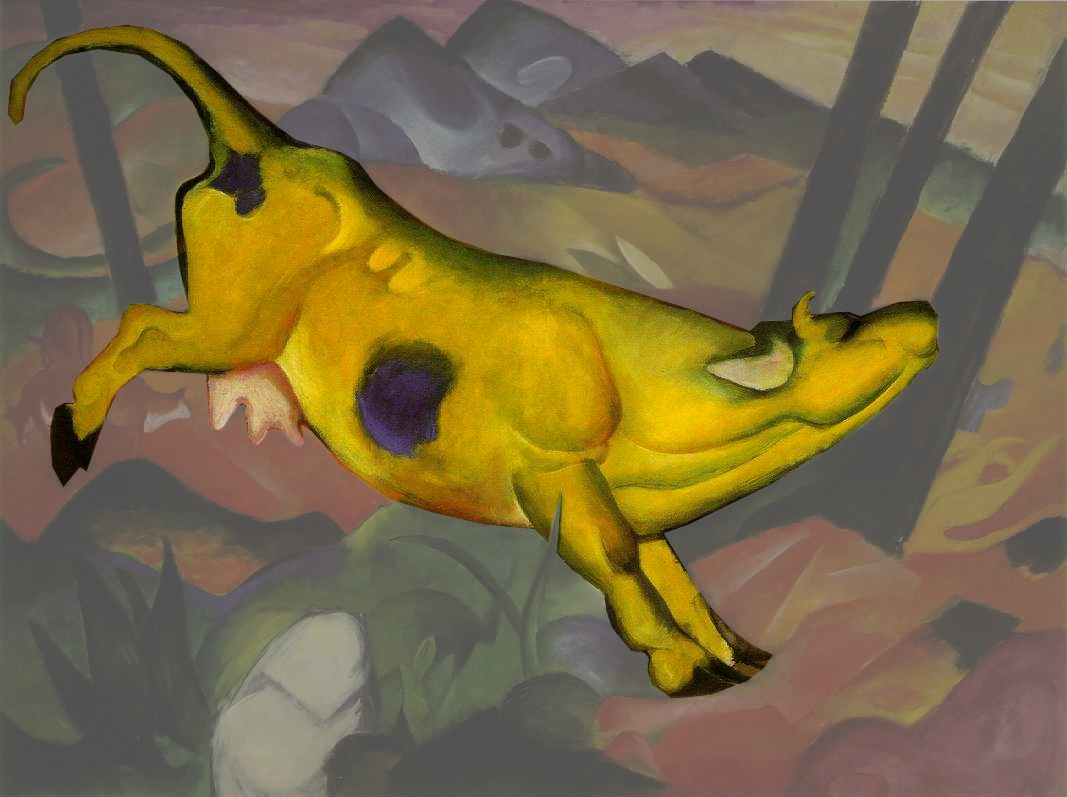
Das zentrale Motiv: Die gelbe Kuh

### Mittelgrund
Im Mittelgrund finden sich rechts und links des Zentralmotivs schwarze Baumstämme. Einer steht links schräg, drei finden sich rechts, ebenfalls schräg gesetzt. Ihre annähernde Orthogonalität betont in ihrer Gegenläufigkeit die Dynamik des Zentralmotivs. Diagonal zu den Vorder- und Hinterläufen der Kuh positioniert, scheinen sie dazu das Zentralmotiv zu stabilisieren, es „im Raum zu verspannen“. Ihre Verlaufsrichtung kreuzt in spitzem, fast rechtem Winkel die gedachte Verlängerung der Kuhbeine und erzeugt so eine beinahe geometrische Gliederung des Bildes, ein System von Diagonalen. Diese geometrische Konstruktion empfand Marc als besonders wichtig. Das lässt sich einem Brief Marcs an Kandinsky entnehmen, in dem er sich über den Zuschnitt seines Bildes anlässlich der Abbildung im Katalog zur ersten Ausstellung des Blauen Reiters im Dezember 1911 beklagt. Sein Bild sei durch den Zuschnitt „völlig aus den Konstruktionsverhältnissen geraten.“

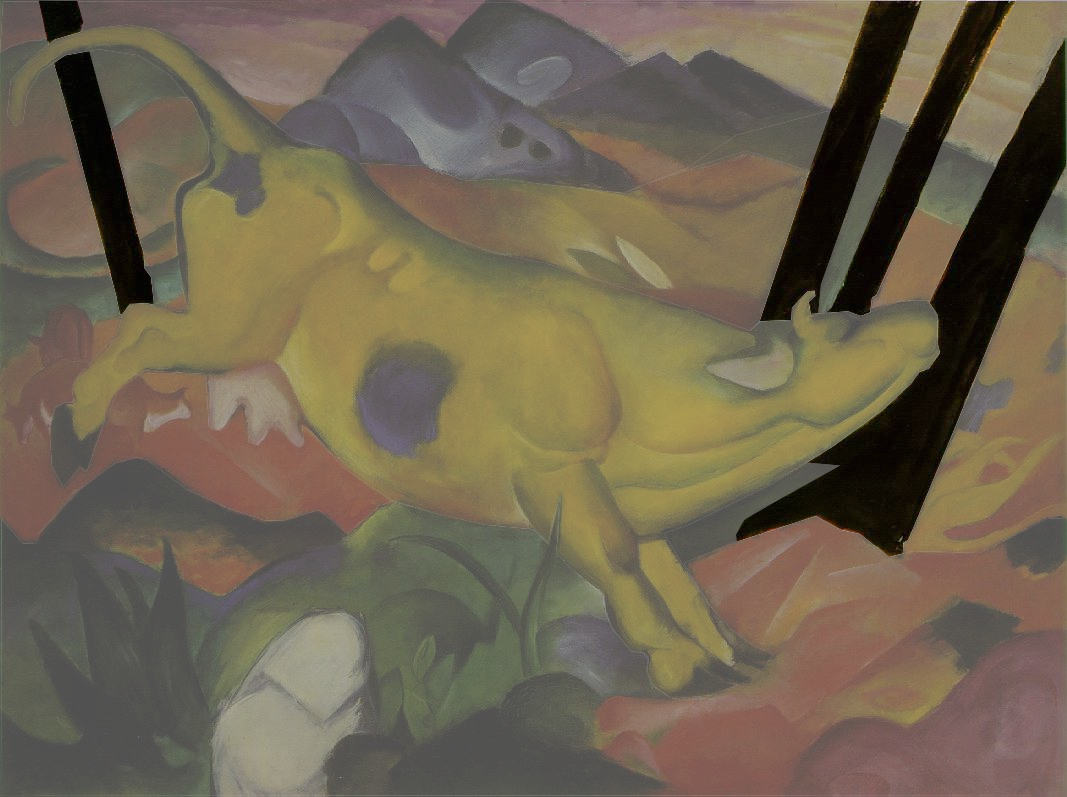
Mittelgrund: Die Stämme verankern das Zentralmotiv.

### Hintergrund
Den Hintergrund bildet eine formal und farblich stark differenzierte Landschaft, die sich meist in geometrische Grundstrukturen, vor allem Dreiecke und Ovale, gliedert. Die Landschaft und ihre Elemente – Berge, Steine, Pflanzen und grasende Tiere – sind im Vergleich zu anderen in dieser Zeit entstandenen Gemälden Marcs konkreter gehalten. Die Landschaft im Hintergrund teilt sich in drei räumliche Zonen:
Den vorderen Hintergrund bilden stilisierte Steine und Pflanzen. Links finden sich kräftiges Gras und emporstrebende Pflanzen in tiefen bis hellen Grüntönen. Runde Steine in hellem Gelb, Grau und Weiß unterbrechen die Anordnung. Die weißen Steine lassen sich einem Phallus nachempfunden deuten, was einer personalisierten Interpretation entgegenkäme. Während in der linken Bildhälfte Grün vorherrscht, prägen Rottöne, die mit Orange und Gelb changieren, die rechte Bildhälfte. Wo die Kuh auf den Boden zu treten scheint, befinden sich kräftige Rot- und Orangetöne. Kontrast erhält dieser Bildausschnitt durch weiße und schwarze Bereiche, die zum Teil als Schattierung den Eindruck von Räumlichkeit erwecken.
Den mittleren Hintergrund bilden flächige Rottöne. Sie werden wesentlich vom Zentralmotiv verdeckt und nehmen nur im linken Bildbereich als Gruppe grasender Kühe Gestalt an. Diese zwei bis drei grasenden Kühe heben sich kaum von der umgebenden Landschaft ab, um nicht vom Zentralmotiv abzulenken. Hier dominieren indifferente, ineinander übergehende Rot- und Gelbtöne.
Im rückwärtigen Teil des Hintergrunds liegen eine stilisierte Bergkette in Blautönen, blaugraue und dunkle Hügel, die ein violett-orangefarbener bis gelber Himmel umgibt. An den Übergängen lagern vereinzelte grüne Passagen.
| Hervorhebung des vorderen Bereichs des Hintergrunds | Hervorhebung des mittleren Bereichs des Hintergrunds | Hervorhebung des hinteren Bereichs des Hintergrunds |

## Geschichte des Gemäldes

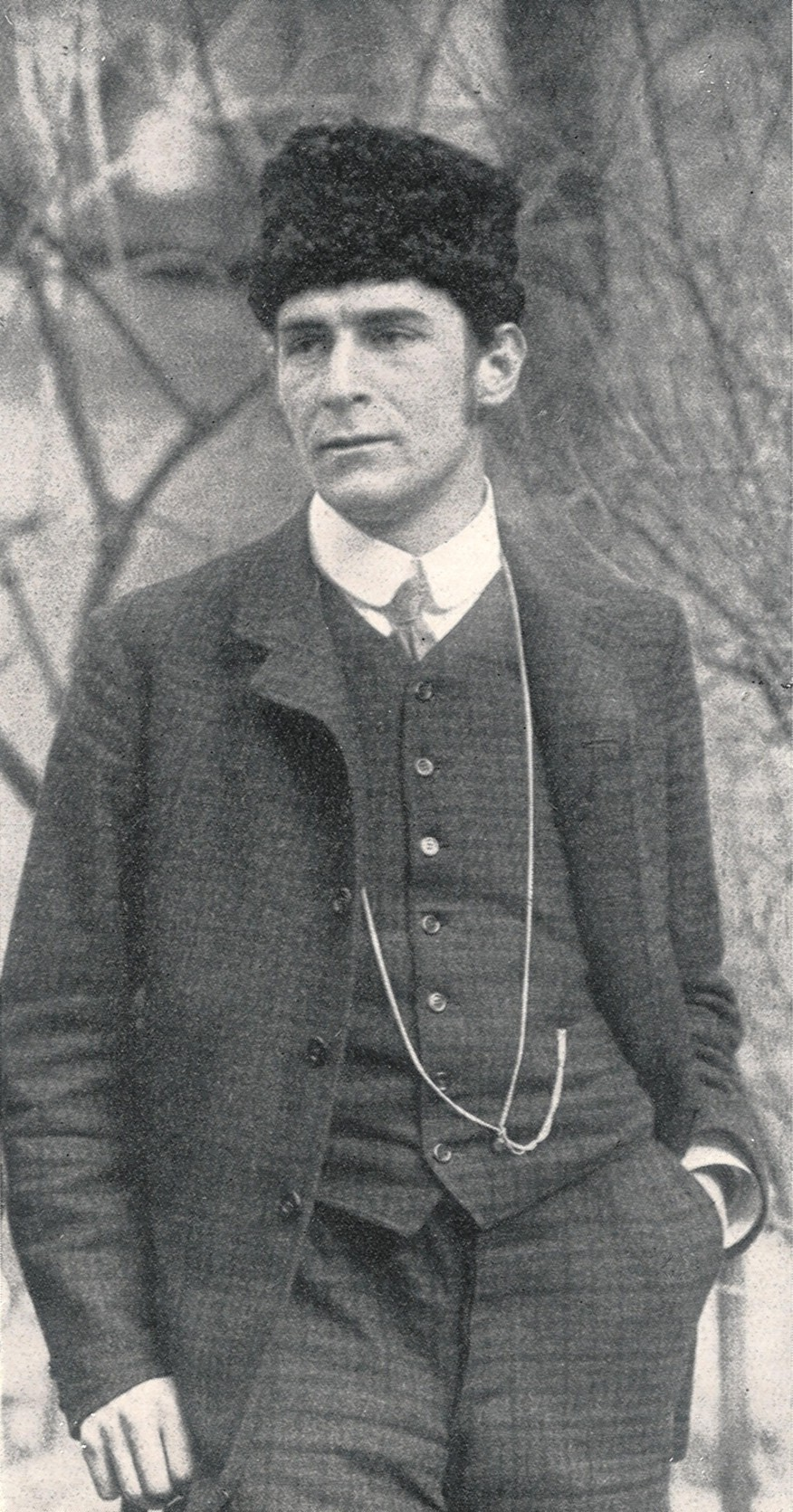
Franz Marc im Jahr 1910

An der Gelben Kuh arbeitete Marc im Sommer des Jahres 1911. Sie wird seiner zweiten Schaffensphase zugerechnet, die sich vom Frühjahr 1911 bis zum Sommer 1912 erstreckte und als seine Reifezeit gilt, in der sich sein künstlerischer Durchbruch vollzog. Dabei fällt sie in den Zeitraum von 1909 bis 1914, in dem Marcs Malstil die gravierendsten Veränderungen vollzog.

### Vorgeschichte
Schon ab etwa 1907 wandelte sich Marcs Stil in Richtung Expressionismus. Dies äußerte sich in der Abkehr von einer naturalistischen Farb- und später auch Formwiedergabe hin zu einer symbolischen Durchdringung seiner Werke, zunächst insbesondere mit dem Mittel der Farbe. Diese Entwicklung intensivierte sich um das Jahr 1911 und erlebte ihren Höhepunkt in der Zusammenarbeit mit Wassily Kandinsky. Ihn lernte Marc im selben Jahr in München kennen. Bald verband beide eine tiefe Freundschaft, die ihre Arbeit befruchtete. Insbesondere Kandinskys starke und reine Farbkompositionen beeindruckten Marc. Zusammen entwarfen sie ihre Vorstellungen von Farben, Farbenlehre und Farbsymbolik.
Im Laufe seiner Stilveränderung kehrte Marc der sogenannten Lokalfarbe, der ursprünglichen, natürlichen Farbe, den Rücken und wandte sich der Wesensfarbe zu. Die Wesensfarbe ergibt sich aus der Symbolisierung des Seelenlebens, dem Empfinden, den Gefühlen des Künstlers beim Seherlebnis. Dies zielte darauf ab, Dinge so zu malen, wie sie wirklich sind, nicht wie wir sie sehen. Den Farben kommt eine suggestive Wirkung zu, die dem Betrachter ein tieferes Empfinden des Gesehenen ermöglichen und ihn dem wahren Gehalt eines Bildes zugänglich machen soll. Speziell bei Marc kommt das Eintauchen in die abgebildeten Motive hinzu. Dabei findet eine Verschiebung der Betrachtungs- und Darstellungsperspektive statt.
Besonders bei seinen Tierdarstellungen verließ der Tierliebhaber Marc den objektiven Standpunkt eines Betrachters und versuchte sich in die Tiere hineinzuversetzen. Er trachtete danach, ihr Wesen und ihr Fühlen einzufangen. In dem Versuch, aus ihnen hinaus zu sehen, machte er sie zugleich zu Botschaftern seiner selbst: Die Gefühle der Tiere blieben doch seine eigenen. Im Versuch ihnen Gefühle zuzuschreiben stülpte er ihnen persönliche Empfindungen über. Daraus ergab sich die Kritik der Vermenschlichung der Tierdarstellungen durch die zwangsläufig subjektiv bleibende Wahrnehmung von Gefühlen artfremder Wesen. Der befreundete Maler Paul Klee schilderte die zweigestaltige Beziehung Marcs zu seinen Tiermotiven: „Zu den Tieren neigt er sich menschlich. Er erhöht sie zu sich.“
Ab 1911 beschränkte sich Marc ganz auf die Darstellung von Tiermotiven. In Tierbildern jenseits der herkömmlichen Tiermalerei, die sich meist auf die reine Abbildung beschränkte, sah er ein ideales Mittel, um sich auszudrücken. Er versuchte in ihnen seine philosophisch-religiöse Weltsicht zu transportieren, nach der Tiere die Verkörperung einer ursprünglichen Reinheit der Schöpfung darstellen. Sie existierten im Einklang mit der Natur, im Gegensatz zur menschlichen Zivilisation, die in einer feindlich-modernen Welt gefangen sei. Im Sinne des Pantheismus sah Marc in der Natur ein universelles Prinzip, deren Idealen es zu folgen gelte. Seine Bilder verstand er als paradiesische Utopie einer besseren Welt, eine romantisch verklärte Abkehr vom Dogma der Überlegenheit menschlicher Naturbeherrschung und Selbstentfremdung hin zur Natur. Im Mittelpunkt von Marcs Schaffen stand die Idealisierung der Natur. Seine Malerei war für ihn zugleich eine Flucht aus der realen Welt.

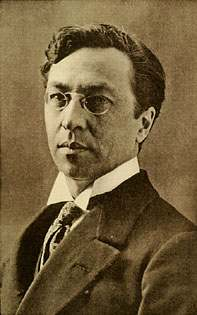
Mit Wassily Kandinsky verband Marc eine tiefe Freundschaft. Gemeinsam entwickelten sie ein System der Farbsymbolik, das Marc bei seiner Gelben Kuh anwandte.

Denn trotz seiner avantgardistisch-modernen Darstellungsweise bezweckte Marc keine fortschrittsorientierte Aussage. Vielmehr lehnte der Idealist Marc den Materialismus der Moderne ab. Seine Bilder weisen auf eine jenseits oder vor gesellschaftlichen Konventionen und Zivilisation liegende, verklärte Ursprünglichkeit und Reinheit zurück. Daraus lässt sich seine Begeisterung für Volkskunst und außereuropäische indigene Kunst erklären, die ihn zu dieser Zeit erfasste. Mit der Rückbesinnung auf ursprüngliche Malgesetze und ihre Verknüpfung mit modernen Techniken wollte Marc einen naiven, authentischen Ausdruck von Gefühlen in seiner Malerei verwirklichen. 1911 studierte er intensiv die Ausstellungen des Völkerkundemuseums Berlin und befasste sich mit Tierdarstellungen in alten Kulturen. Bei Marcs zuvor entstandenem Gemälde Eselsfries (1911) belegen Briefe altägyptische Einflüsse. Bei der Gelben Kuh werden frühgriechische Einflüsse vermutet. Das Motiv der gelben Kuh weist Parallelen zu Rinderdarstellungen auf den Goldbechern von Vaphio auf, die sich durch einen Aufsatz von Alois Riegl aus dem Jahr 1900 großer Bekanntheit erfreuten. Auf einigen Reliefs dieser Fundstücke finden sich Stierfangszenen, bei denen Stiere in ähnlicher Körperhaltung wie Marcs gelbe Kuh dargestellt werden: in vollem Lauf, die Hinterläufe werfend, die Vorderbeine abwärts gesetzt. Später weitete Marc seine Beschäftigung mit dem Primitivismus nicht aus, wie beispielsweise viele Kubisten es taten.
In dieser zweiten Schaffensphase vollzog Marc zudem eine Umkehr seiner Herangehensweise bei der Konzeption von Bildern. Prägte die Reduktion, das Abstrahieren zufälliger individueller Züge seiner Vorlagen sein bisheriges expressionistisches Werk, so verlagerte er sein Augenmerk nun auf die Analyse und Wiedergabe geometrischer Formen, die Konstruktion. Diese lässt sich bereits am teilweise geometrisch gegliederten Hintergrund der Gelben Kuh erkennen. In der Gelben Kuh ist dies erst andeutungsweise enthalten, die Darstellung insbesondere des zentralen Motivs blieb weitgehend am Gegenstand orientiert. Sie steht so an einem Wendepunkt in Marcs Werk. In seinen späteren Schaffensphasen gelangte er zu einer immer konsequenteren Abstraktion, die spätestens ab den Jahren 1912 bis 1914 in seinen Bildern verstärkt bis zur vollständigen Ungegenständlichkeit führte. Die Bildkonzeption Marcs erhielt ebenfalls neue Inspiration. Seit 1910 setzte sich Marc mit dem Formaufbau und der strengen Bildeinteilung von Paul Cézanne und Hans von Marées auseinander und kombinierte diese mit dynamischen Versatzstücken zu seinem eigenen Stil, der sich in der Gelben Kuh äußert. So entwickelte er hier aus dem Kontrast von Vorder- und Hintergrund eine klare Bildstruktur, die eine Auflösung der traditionell-natürlichen Perspektive als strukturgebender Kraft zu kompensieren vermag.

### Entstehung des Bildes
Bereits vor der Gelben Kuh malte Marc regelmäßig Kühe, jedoch in weniger formalisierter, entnaturalisierter Darstellung, so die Kämpfenden Kühe (1911, Öl auf Leinwand) und Kühe unter Bäumen (1910/11, Öl auf Leinwand). Zur Entstehung der Gelben Kuh geben Skizzen und Briefe Marcs Aufschluss.
1911 reiste Marc zusammen mit seiner langjährigen Lebensgefährtin Maria Franck nach England, wo sie im Juni heirateten. Nach dieser Reise entstanden vorbereitende Skizzen für das Gemälde. Zunächst entwickelte Marc Konturenzeichnungen mit Bleistift, die in seinem Skizzenbuch XXIII erhalten blieben. Die springende Kuh erscheint der des späteren Gemäldes bereits sehr ähnlich, jedoch stellte Marc ihr hier noch ein anderes Tiermotiv gleichwertig gegenüber. Die dominante Wirkung als Zentralmotiv entfaltet sich noch nicht. In der Folge muss Marc der Gedanke gekommen sein, das Kuh-Motiv als selbstständiges Bild zu entwickeln, möglicherweise als Gegenstück zu seinen ähnlich konzipierten blauen Pferden.

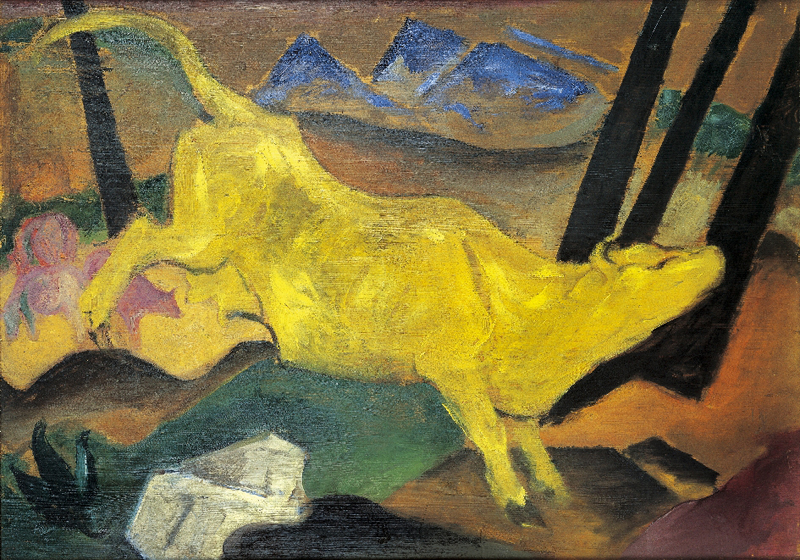
Die gelbe Kuh (Studie), 1911 (Öl auf Holz, 62,5 × 87,5 cm)

Es entstand eine vorbereitende Studie des Gemäldes in Öl auf Holz, die bereits alle wesentlichen Gestaltungsmerkmale beinhaltete. Die Ausarbeitung geschah eher flüchtig und skizzenhaft auf ein vielleicht zufällig bereitliegendes, abgesägtes, ungrundiertes Holzbrett, dessen Maserung durch die Ölfarbe hindurch sichtbar blieb. Die Verwendung qualitativ minderwertiger Materialien lässt auf eine hastige Vorarbeit schließen. Der Körper der Kuh blieb in dieser Skizze noch deutlich näher am natürlichen Objekt als im späteren Werk. Die Farbgebung und die Bildaufteilung entsprachen bereits der des späteren Gemäldes, wo sie allerdings noch pointierter ausgeführt wurden. Das Werk befindet sich heute in der Sammlung Erhard Kracht, die das Museum der Stiftung Moritzburg ausstellt.
Zur Herstellung der Gelben Kuh verwendete Marc reinfarbige Ölfarben auf einer großformatigen Leinwand. Klare Farben sollten sein subjektives Farbempfinden transportieren und nicht durch Beimischung von deckenden Neutralfarben abgeschwächt werden. Die reinen Farben ergeben dabei partielle Dissonanzen, die sich im Gesamtbild, mit dem Ziel einer harmonischen Verwendung des gesamten Farbspektrums, wieder aufheben sollen. Während seiner Ausbildung hatte Marc jedoch die Arbeit mit gedeckten Farben verinnerlicht. In der Folge gestaltete sich sein Umgang mit reinen Farben und ihrer Abstimmung problematisch. Marc behalf sich hier, indem er während der Bearbeitung fortdauernd die Wirkung und die Abstimmung der Farben aufeinander mit Hilfe eines Prismas prüfte. Er vollendete Die gelbe Kuh schließlich im Laufe des Sommers des Jahres 1911. Während er an ihr arbeitete, entstanden zugleich die Gemälde Der Stier und Die kleinen blauen Pferde, an denen Marc seit 1908 plante. Der Durchbruch zu ihrer Vollendung gelang Marc erst durch die Beschäftigung mit der Gelben Kuh, die ihm neue Erkenntnisse brachte.

### Fortentwicklung des Motivs

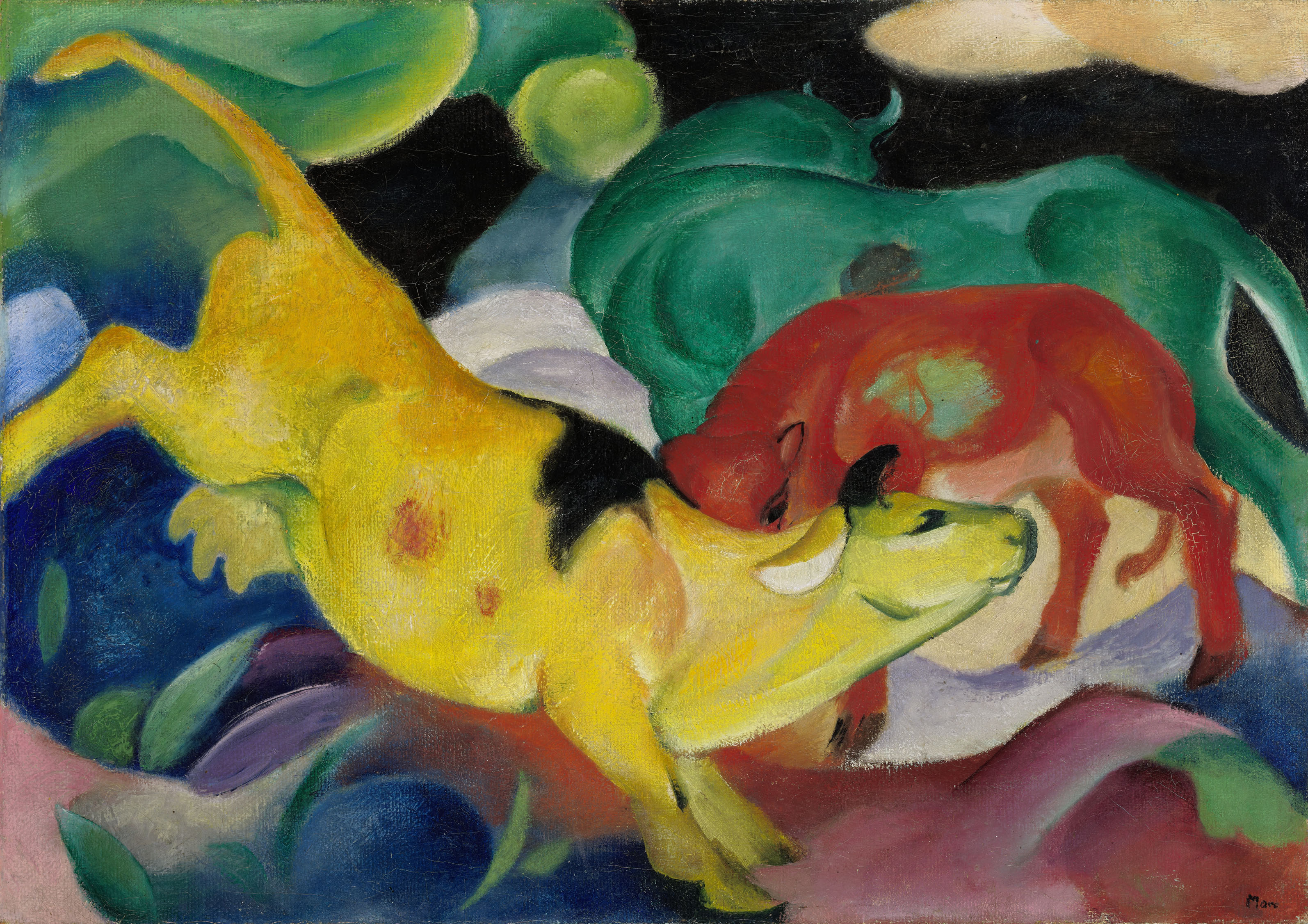
Kühe Rot, Gelb, Grün 1912 (offizielle Datierung)

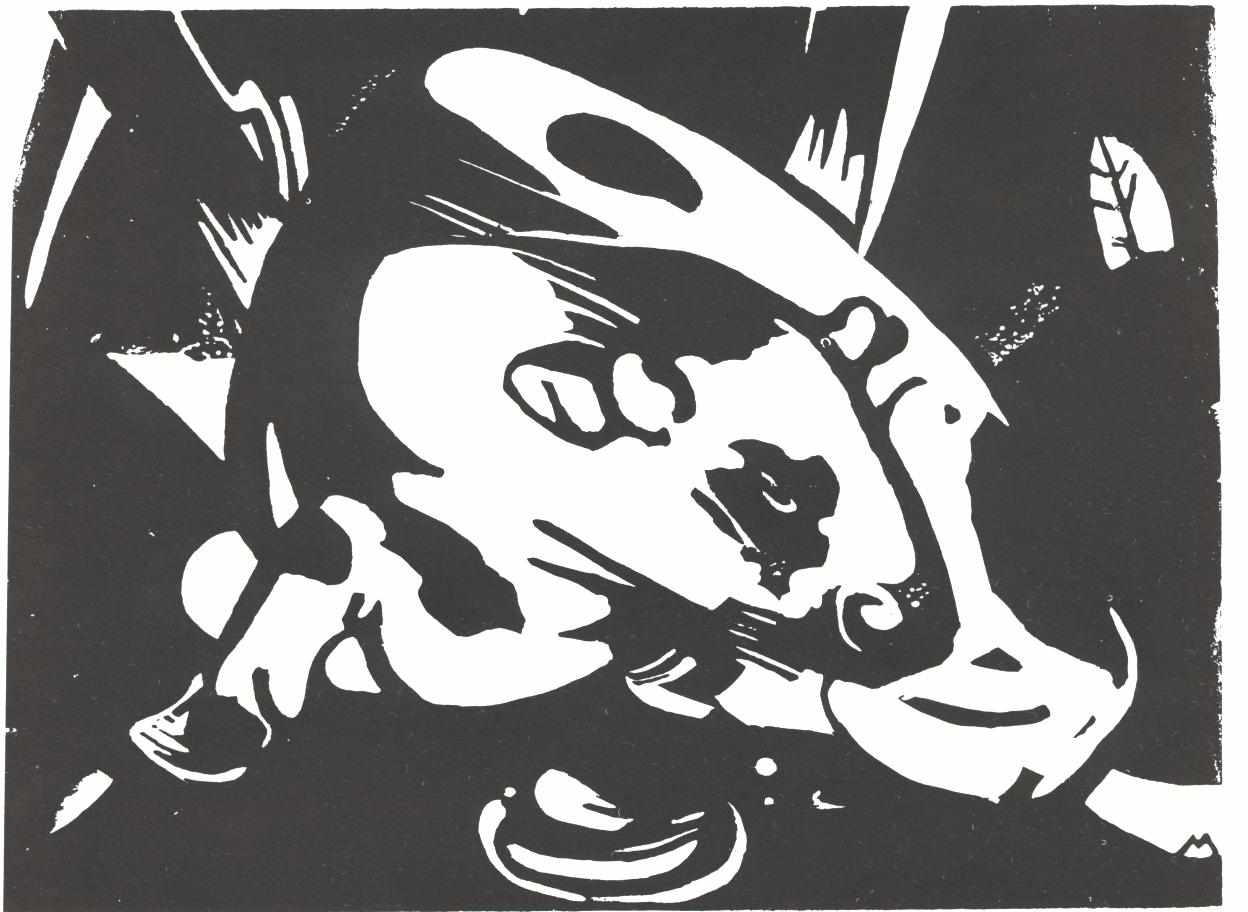
Der Stier, 1911

Nach der Gelben Kuh taucht das gleiche Motiv noch einmal sehr ähnlich in Marcs Gemälde Kühe Rot, Gelb, Grün (1912, Öl auf Leinwand) auf, diesmal arrangiert mit weiteren Kuhmotiven. Der Hintergrund ist hier im Gegensatz zu der Gelben Kuh deutlich weniger konkretisiert, flächiger und detailärmer. Das Gemälde vollendete Marc Ende 1911, offiziell datiert wird es aber meist auf das Jahr 1912. Denn auf Kandinskys Wunsch schickte es Marc bereits direkt nach der Fertigstellung zu einer Ausstellung im Januar 1912 nach Moskau, wo es erstmals vor Publikum gezeigt wurde.
Die Kuh- und Stiermotive durchdringen Marcs weiteres Œuvre. Als Temperamalerei begleiteten die Skizzen Stier (1911), Ruhende Kühe (kauernder Stier) (1911), Die grüne Kuh (1912) und Der liegende rote Stier (1912) seine zweite Schaffensperiode.
Weitere Darstellungen von Rindern finden sich unter anderem als Kühe unter Bäumen (Öl auf Leinwand, 1911), in dem Marc Stier- und Kuhmotiv kombiniert, Kinderbild (zwei Kühe) (1912, Öl auf Leinwand), Kleines Bild mit Rindern (1913, Öl auf Pappe), Kuh mit Kalb (1913, Öl auf Leinwand), und Die Weltenkuh (1913, Öl auf Leinwand, ebenfalls im Guggenheim-Museum ausgestellt). Die Weltenkuh steht am Übergang Marcs zur abstrakten Malerei. Während das zentrale Motiv noch im Wesentlichen körperlich erscheint, abstrahierte Marc den Hintergrund bereits in geometrische Formen.
In den meisten seiner späteren, ab 1913 entstandenen Bilder lösen sich die Tierdarstellungen ins Formelhafte auf. Beispielhaft hierfür steht das Gemälde mit Rindern von 1913, in dem die Kuhdarstellung in eine neue Formensprache gepresst wird. Inspiration erhielt Marc dabei durch seine Begegnung mit Robert Delaunay, den er während seiner Parisreise 1912 zusammen mit seinem Freund August Macke kennenlernte. In der Folge tendierte Marcs Stil immer deutlicher zur Abstraktion, vergleichbar mit dem Kubismus. Dies ist eine Entwicklung, die der Kandinskys ähnlich erscheint, sich jedoch nicht vollenden konnte, da Marc 1916 verstarb.

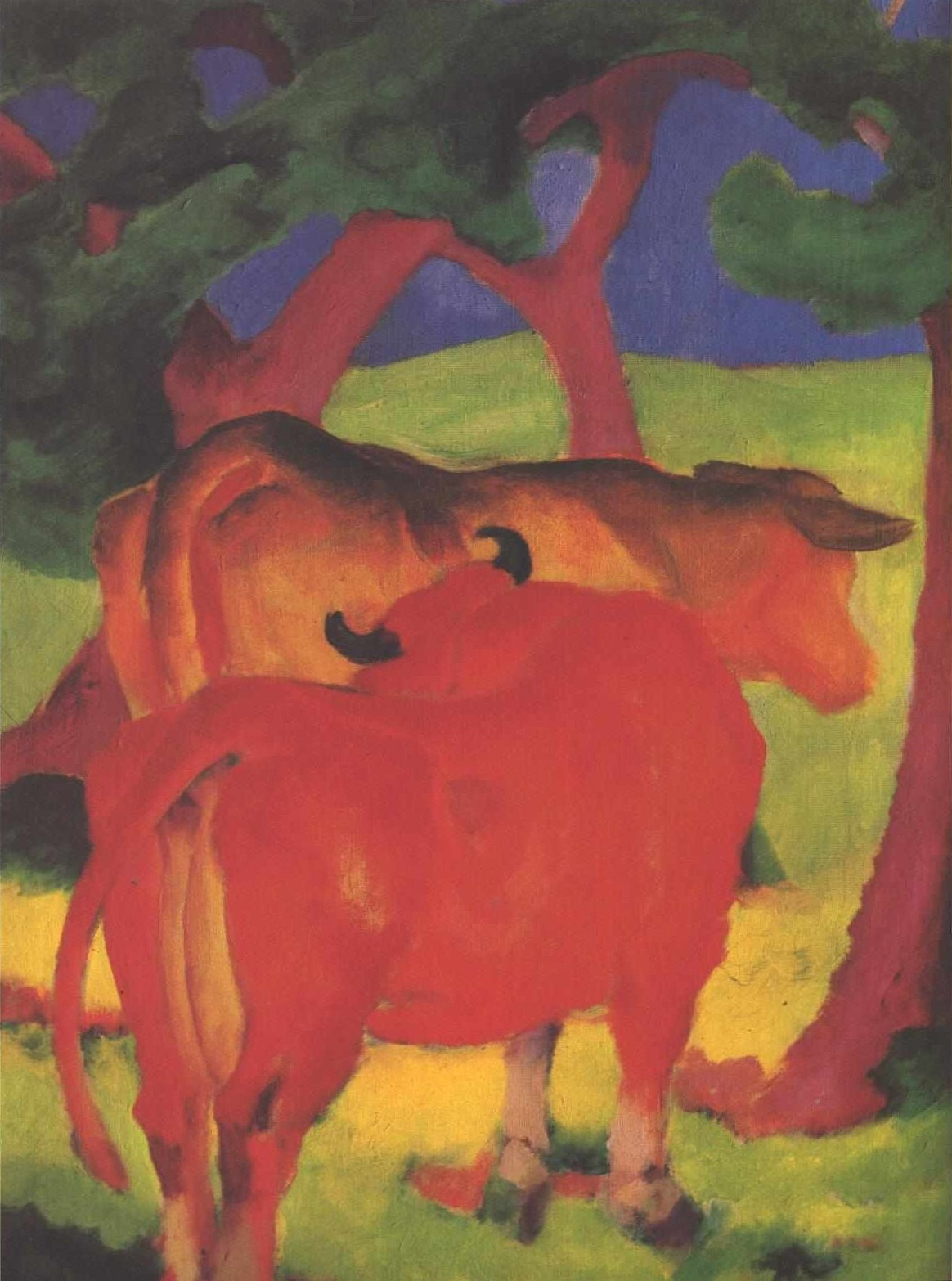
Kühe unter Bäumen, 1911; Kombination von Kuh- und Stiermotiv
Die Weltenkuh, 1913; Am Wendepunkt zur Abstraktion
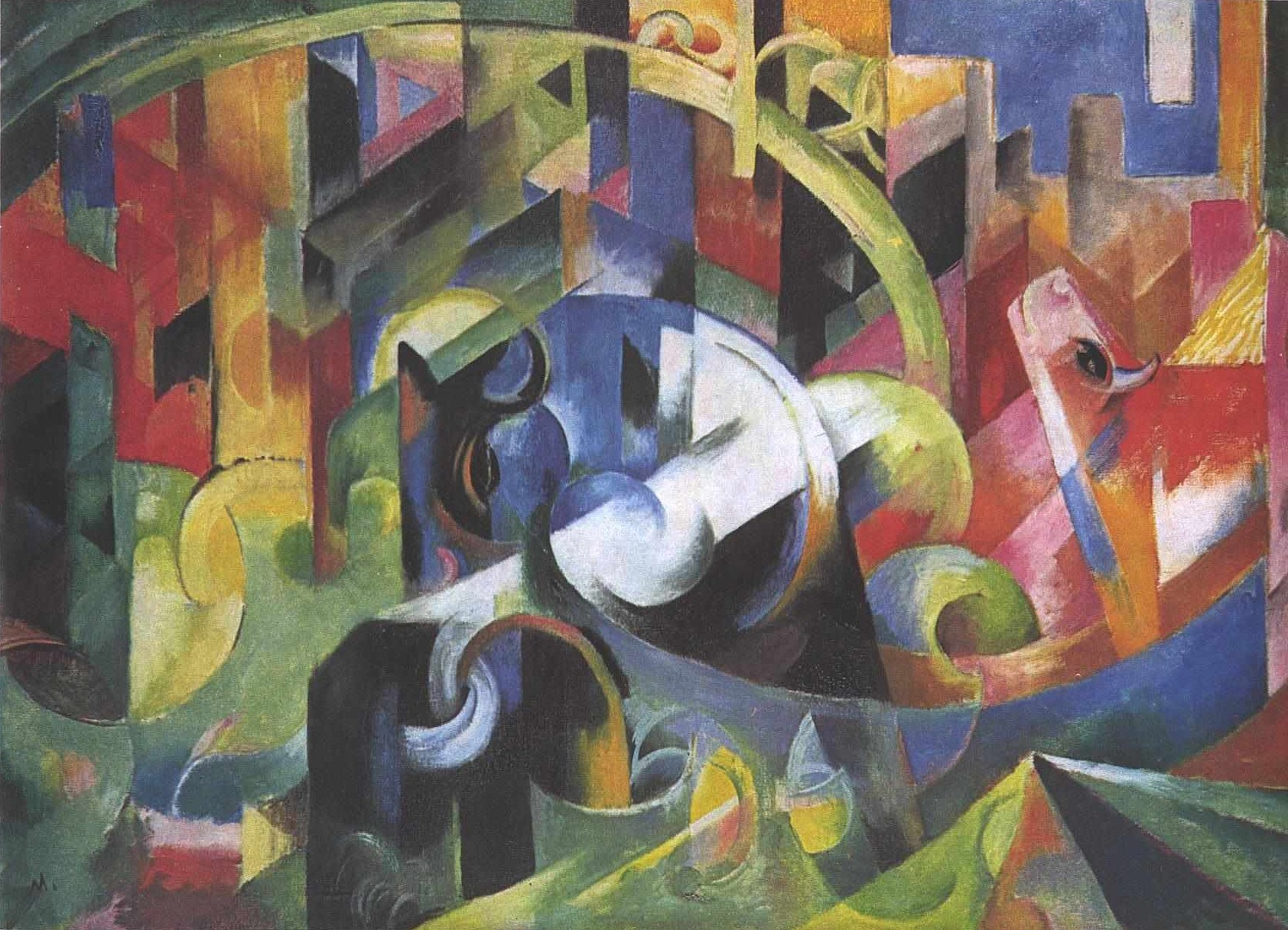
Gemälde mit Rindern, 1913; Auflösung der Tiermotive ins Formelhafte

### Ausstellung und Verbleib
Die gelbe Kuh war Bestandteil der ersten Ausstellung der Redaktionsgemeinschaft des Blauen Reiters, die vom 18. Dezember 1911 bis zum 1. Januar 1912 in der Galerie Thannhauser in München stattfand. Marc ließ das Gemälde für den im Mai 1912 im Piper Verlag erscheinenden Katalog der Ausstellung reproduzieren. Kandinsky und Marc waren die zentralen Figuren des Blauen Reiters, der aus dem Bruch Kandinskys mit der Neuen Künstlervereinigung München (N.K.V.M) im Dezember 1911 entstand. Sie fungierten als Herausgeber des Almanachs, in dem Die gelbe Kuh als Hauptbeitrag Marcs zu diesem Werk gilt. Der Preis für das Gemälde lag bei den ersten Ausstellungen 1912 bei 1000 Mark. Für eine illustrierte Bildausgabe, die Bibel des Blauen Reiters, war Die gelbe Kuh ebenfalls als Beitrag vorgesehen.
Nach dem Tod Marcs 1916 stellte die Galerie Nierendorf in Zusammenarbeit mit Maria Marc viermal dessen Gesamtwerk in Deutschland in Gedächtnisausstellungen aus. Die letzte Franz Marc-Gedächtnisausstellung fand anlässlich seines 20. Todestages vom 4. März bis 19. April 1936 in Berlin statt. Maria Marc stellte neben anderen Bildern Die gelbe Kuh zur Verfügung. Das Gemälde hatte sie nach dem Tod ihres Mannes in ihrem Besitz behalten. Die damals bereits berühmten Hauptbeiträge Die roten Rehe, Füchse, Reh im Blumengarten und Die gelbe Kuh sorgten für einen bei den Machthabern unerwünscht großen Erfolg der Veranstaltung, was aber zugleich ein Verbot erschwerte. Die zeitliche Nähe zu den Olympischen Spielen von Berlin trug ebenfalls dazu bei; in dieser Zeit versuchten die Nationalsozialisten, sich vor ihren internationalen Gästen einen weltoffenen und toleranten Anschein zu geben. Bis auf kleinere Einschränkungen konnte die Ausstellung wie geplant stattfinden.
Mit den Olympischen Spielen endete zugleich die Phase der zur Schau getragenen Toleranz. Um dem drohenden Ausstellungsverbot und einer Beschlagnahmung der Bilder zu entgehen, emigrierte Karl Nierendorf eilig mit einem großen Teil seiner Ausstellungsstücke, darunter Die gelbe Kuh, in die Vereinigten Staaten und eröffnete in New York die Nierendorf Gallery. Schon 1937 diffamierten die Nationalsozialisten Marc als „entarteten Künstler“ und raubten 130 seiner in Deutschland verbliebenen Werke aus Museen und Galerien.

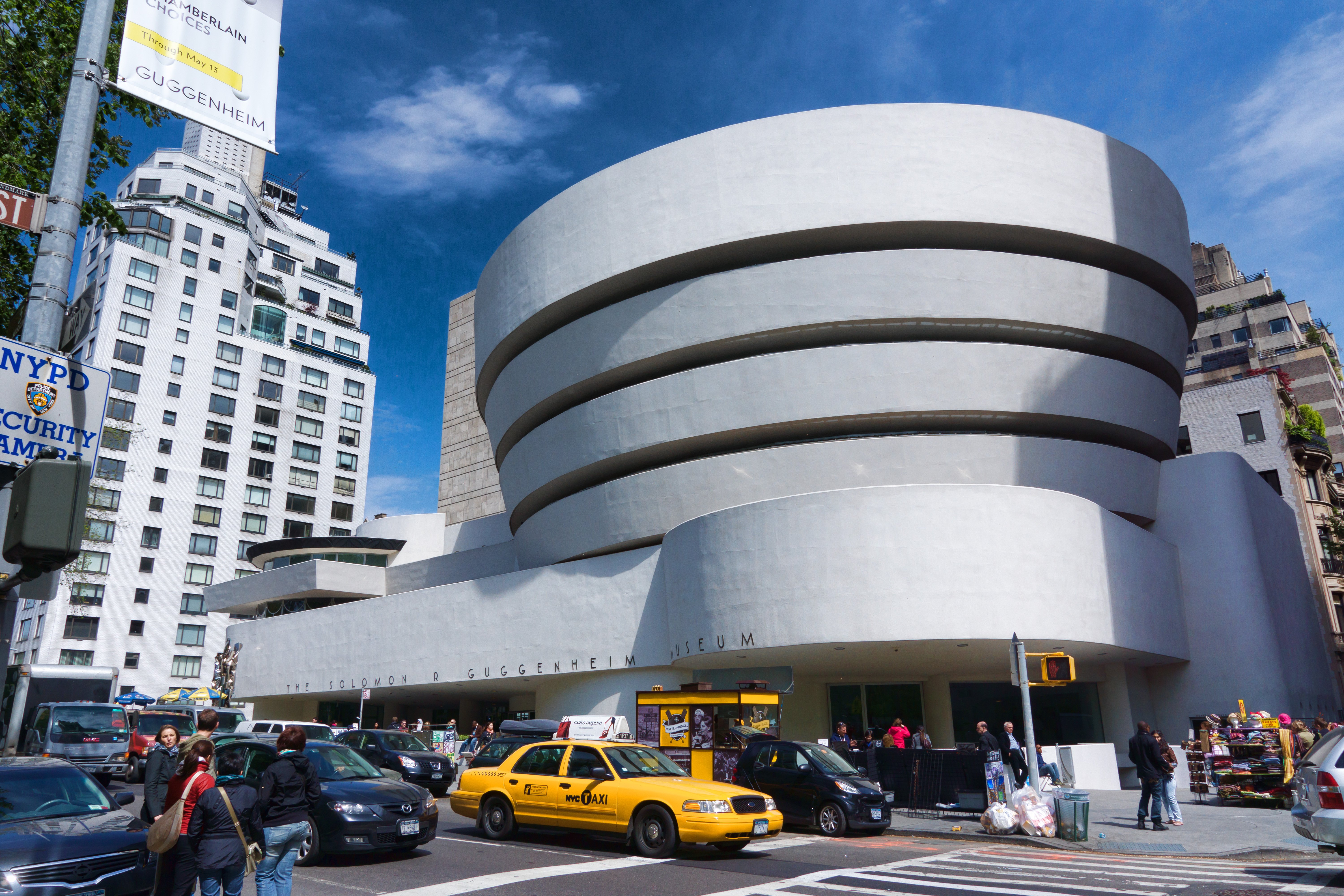
Das Guggenheim-Museum in New York. Hier wird Die gelbe Kuh derzeit im Rahmen einer Dauerausstellung gezeigt.

In den 1940er Jahren verkaufte Nierendorf zahlreiche Gemälde an Solomon R. Guggenheim. Nach Karl Nierendorfs Tod 1947 beschlagnahmte und enteignete der Bundesstaat New York unter dem Vorwand des noch herrschenden Kriegszustandes zwischen den Vereinigten Staaten und Deutschland dessen gesamten Nachlass. Die gelbe Kuh gelangte in den Besitz des Bundesstaates. Aus diesem ließ Guggenheim sie kurz vor seinem Tod Ende des Jahres 1949 für einen symbolischen Preis erwerben und an seine 1937 gegründete Stiftung übergeben.
Guggenheim, der durch den Kupferhandel zu Reichtum gekommen war, begeisterte sich seit der Begegnung mit der deutschen Malerin Hilla von Rebay, einer Freundin Kandinskys, 1928 für die abstrakte und expressionistische Kunst. Dieser Enthusiasmus mündete in der Gründung seiner Stiftung und des Museum of Non-objective Painting, das 1939 in New York eröffnet wurde. Die Zusammenstellung seiner Sammlung betreute maßgeblich Hilla von Rebay, die eine besondere Vorliebe für Künstler des deutschen Expressionismus hatte. Als Teil der Ausstellung The Guggenheim Collection in der Bonner Kunst- und Ausstellungshalle der Bundesrepublik Deutschland war Die gelbe Kuh vom 21. Juli 2006 bis zum 7. Januar 2007 erstmals wieder als Leihgabe in Deutschland zu sehen.

## Symbolik und Deutung
Der entscheidende Ausdrucksfaktor der gelben Kuh liegt in ihrer Farbsymbolik. Für die meisten Betrachter liegt hier der Schlüssel für ihren Zugang zum Bild. Die Farben deuten die Gefühlswelt des Hauptmotivs. So verortet Marcs Farbsymbolik das dominante Gelb der Kuh in Weiblichkeit und Lebendigkeit. Dies korrespondiert mit den der Kuh zugeschriebenen Attributen wie Fruchtbarkeit und Nahrung, Symbolwerten, die sich in vielen agrarisch oder nomadisch geprägten Kulturen und (Natur-)Religionen finden lassen (vgl. Rinderkult in alten Kulturen).

### Der Einfluss von Marcs Farbsymbolik
Die Farbgebung orientiert sich an der von Marc und Kandinsky entwickelten Farbsymbolik, die sich aus dem Innenleben, den Gefühlen der dargestellten Lebewesen in Beziehung zu ihrer Umwelt, ergeben soll. Die Farben werden nicht so dargestellt, wie der Künstler sie sieht, wie sie „seine Netzhaut abbildet“, sondern wie das dargestellte Wesen seine Umwelt empfindet, wie es fühlt. Im Hineinfühlen, nicht bloß in der Abbildung sah Marc die wahre künstlerische Leistung. Franz Marc schrieb dazu:

„Immer träumte ich von unpersönlichen Bildern; ich habe eine Abneigung gegen Signaturen. Ich habe auch gar nie das Verlangen, zum Beispiel die Tiere zu malen, wie ich sie sehe, sondern wie sie sind, (wie sie selbst die Welt ansehen und ihr Sein fühlen).“

Zur ersten Ausstellung des Blauen Reiters veröffentlichte Kandinsky seine Abhandlung Über das Geistige in der Kunst. In ihr schildert er seine Sicht auf das Wesen der Farbe, die er zusammen mit Marc entwickelte, deren Umsetzung dieser allerdings zur Entstehungszeit der Gelben Kuh noch nicht konsequent dogmatisch anging.
Marc meinte, Gelb, Rot und Orange flößten „Ideen der Freude“ ein, Gelb sei zudem die typische Erdenfarbe, aber „Töne grell und hoch wie eine Trompete.“ Dabei wirke es exzentrisch und suggeriere das Überspringen von Grenzen, das „Zerstreuen von Kraft in der Umgebung,“ das Austreten von gespeicherter Kraft, Elektrizität. Das heitere Motiv der unbeschwert temperamentvoll springenden Kuh unterstreicht Marc durch die dominante Farbe Gelb, die jene Energie unterstreicht, die der Dynamik des Motivs entspricht. Der Publizist Walter Mehring sprach ironisch vom „Brüllenden Kuh-Gelb“ Marcs. Gelb sei eine Kraft, die nach außen dränge. Zugleich drücke Gelb Lebenslust und Weiblichkeit aus.
Das weibliche und das männliche Prinzip spielen eine große Rolle in der Farbsymbolik. Die prägende Farbe des Zentralmotivs weise den Bildern demnach ihr Geschlecht zu: Blau stehe gemäß der Farbenlehre des Künstlers für das männliche Prinzip: Ruhig, nachdenklich, vergeistigt; Gelb für das weibliche Prinzip: Sanft, heiter, sinnlich.
Der Kunstkritiker Theodor Däubler schrieb zu den Kuhbildern von Marc:

„Es gibt Kühe in allen Farben, aber die Kuh bei Marc ist einmal gelb. Sie trägt einen Tropfen Sonne in der Seele. Die Gemütsart der Kuh ist gut. Wie beschaulich die Kuhseele dahingelbt zwischen Wiesen und Bächen, die jedesmal blau werden, wenn sie, die Kuh, gelb ist. Da Tiere bunt sind, so dürften sie die Umgebung in verschiedenen Farben, je nachdem wie sie selber sind, unterscheiden. Die gelbe Kuh sieht die Welt blau. […] Bei Marc sind Tiere ein Vorwand zum buntmalen. Vielleicht erkannte er dabei, daß Tierseelen Farbenbewußtsein sind.“

Die Farbwahl des Hintergrundes setzt sich zusammen aus der Farbe Blau, die für Männlichkeit, Härte und Geistigkeit stehen soll. Sie wird dem Umweltempfinden der Kuh zugeschrieben: Ihre unbeschwerte Lebensfreude wird der nüchternen Härte der Welt ausgesetzt. Weiter enthält der Hintergrund ein Zusammenspiel von Rot und Grün, das seinen Widerhall in Marcs blauen Pferden findet. Durch Variation der Farben ergibt sich eine harmonische, die gesamte Bandbreite der Farben nutzende Gestaltung. Sie setzt sich in ihrer Ausgeglichenheit von der prägenden Dominanz des Zentralmotivs ab und stellt es zugleich heraus.

### Deutung im Entstehungskontext

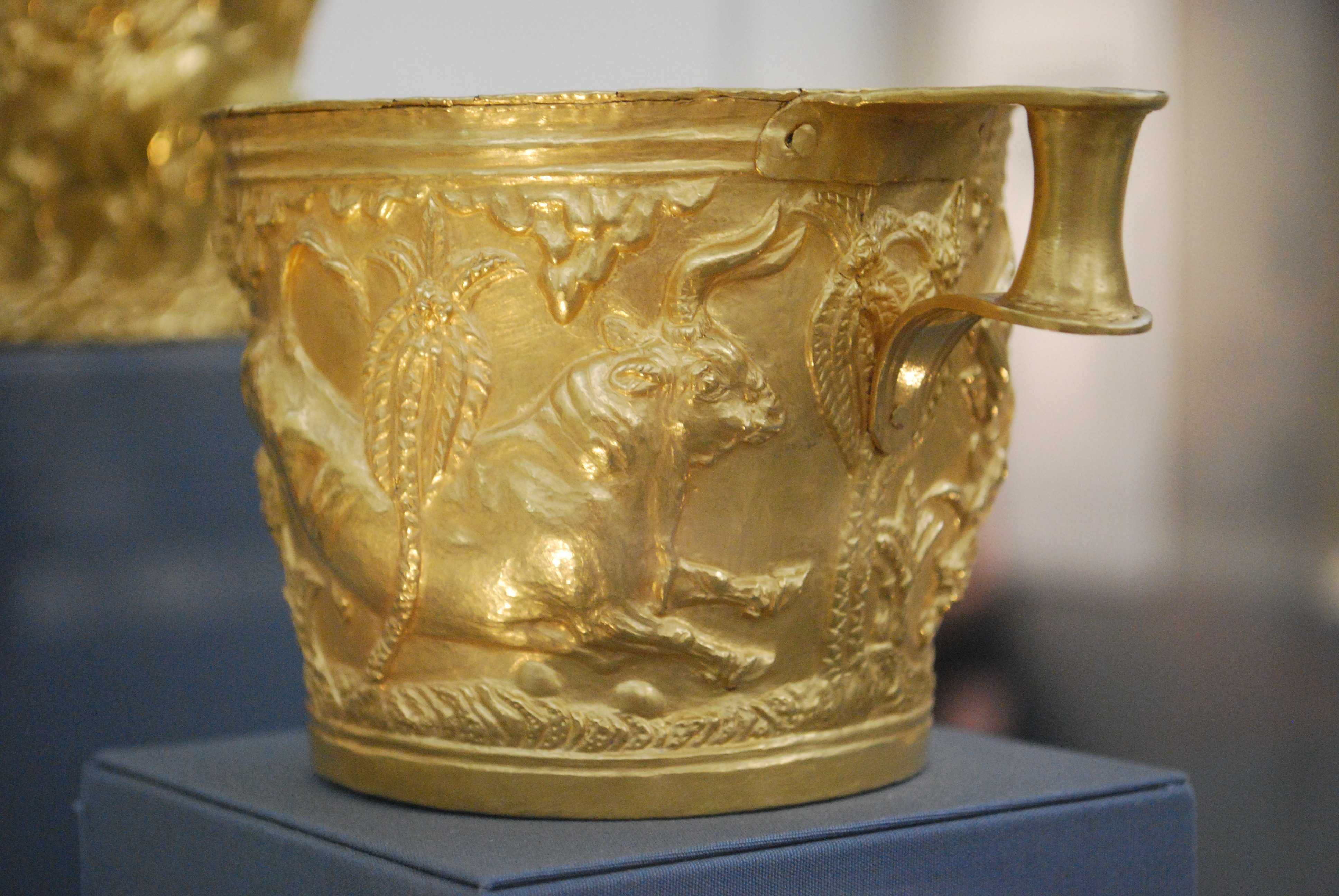
Eine mögliche Inspirationsquelle Marcs: Ein Goldbecher von Vaphio mit Darstellung einer Stierfangszene. Das Motiv weist eine Körperhaltung ähnlich der gelben Kuh auf.

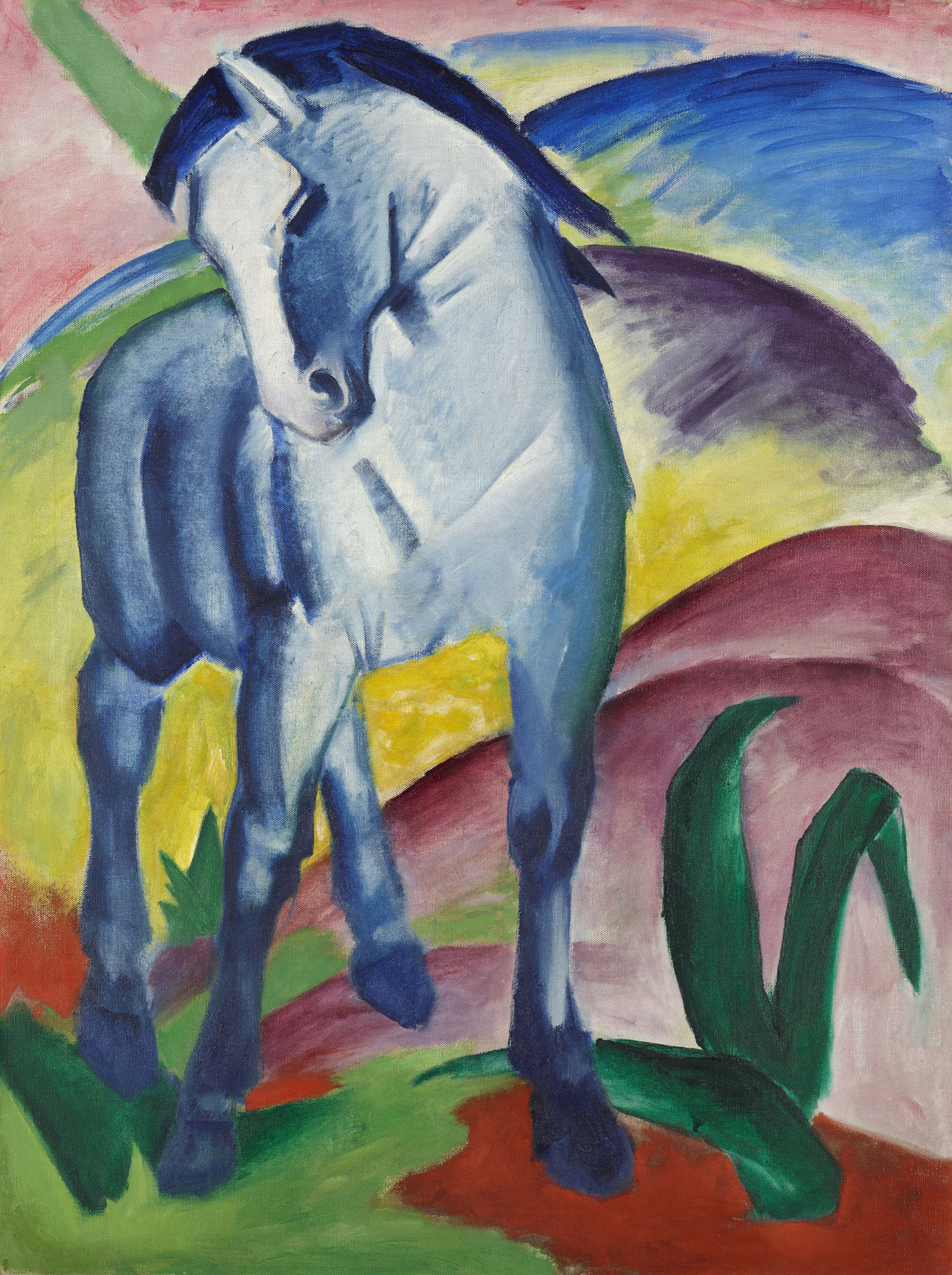
Das männliche Pendant der Gelben Kuh? Marcs blaues Pferd I von 1911.

Weitere Deutungen der Bildaussage berufen sich nicht alleine auf Marcs Farbsymbolik, sondern beziehen den historischen und persönlichen Kontext der Entstehung mit ein.
Einige Kritiker der ersten Ausstellung des Blauen Reiters stellten Marcs Die gelbe Kuh in Bezug zu den frühgriechischen Goldbechern von Vaphio. Diese seien eine Inspirationsquelle Marcs gewesen und Die gelbe Kuh demzufolge eine „mykenische Kuh.“ Ungeachtet der Bezugnahme des Motivs wird eine Verbindung des Gelbs der Kuh zum Gold der Becher heute bezweifelt und eine Deutung aus der Farbsymbolik Marcs heraus bevorzugt.
Neuere Interpretationen des Bildes setzten an seinem Entstehungskontext an. Sie verstehen die Gefühlsausdrücke aus Marcs Farbsymbolik als Entlarvung seiner persönlichen Emotionen und erforschen in diesem Sinne die biografischen Hintergründe der Entstehung.
Häufig wird Die gelbe Kuh mit Marcs Ehefrau Maria in Verbindung gebracht. Das Bild gilt als weibliches Pendant zu den als männlich gedeuteten blauen Pferden, die bezüglich der Vordergrund-Hintergrund-Konzeption mit einem dominanten zentralen Motiv und einer farblich harmonischen Hintergrundgestaltung Ähnlichkeiten aufweisen. Wenn nach der Zuweisung von Geschlechterprinzipien das ebenfalls 1911 entstandene Blaue Pferd I – ruhig, nachdenklich nach unten blickend, geistig – als Selbstporträt Marcs interpretiert wird, so entspricht Die gelbe Kuh einem Bildnis seiner Frau. Das dynamische Motiv und das dominante Gelb – für das Weibliche, Sanftheit, Sinnlichkeit und Lebensfreude stehend – unterstreichen Charaktereigenschaften, die Maria Marc zugeschrieben werden. Eine Gegenüberstellung von männlich und weiblich in einem Bild entwickelte Marc 1912 mit einem Katzenmotiv in Zwei Katzen, blau und gelb (Öl auf Leinwand).
Der New Yorker Kunsthistoriker Mark Rosenthal sieht einen Zusammenhang zwischen Marcs vorangegangener Hochzeit und der Entstehung des Bildes. Für ihn steht die frohlockende gelbe Kuh, als Symbol der weiblichen Prinzipien, ebenfalls für Marcs Ehefrau Maria. Diesem Gedanken folgend interpretiert Rosenthal den vorderen der dreieckigen bläulich-schwarzen Berge des Hintergrundes als abstraktes Selbstporträt Marcs, liegend, die Augen träumerisch sinnend geschlossen. Das Gemälde sei somit ein persönliches Hochzeitsbild Marcs, die versinnbildlichte Liebe Marcs zu seiner Frau.
Eine weitere Deutung sieht in den Tiergemälden allgemein den unerfüllt gebliebenen Kinderwunsch des Ehepaars Marc sublimiert oder ersetzt. Kandinsky schrieb in seinen Erinnerungen davon, „Dass Marc seine Tierbilder wie seine Kinder liebe.“ Betrachtet man das Bild weiter im Zusammenhang der Beziehung Marcs zu seiner Frau, ließen sich die weißen Steine im vorderen Hintergrund als Phallus deuten, dessen Verlängerung den blauen, als männlich geltenden Bereich des ansonsten weiblich-gelblich gehaltenen Zentralmotivs ergibt.

## Rezeption und Bewertung
Ähnlich wie mit dem Blau seiner Pferdebilder erregte Marc mit dem Gelb der Kuh bei vielen Zeitgenossen Kopfschütteln, Empörung und Ablehnung. In einer Debatte über moderne Kunst im Preußischen Abgeordnetenhaus am 12. April 1913 echauffierte sich der Abgeordnete Julius Vorster über die seiner Meinung nach widernatürliche Kuh-Darstellung bei Marc:

„Herr Vorster versah sich mit einigen Reproduktionen der Sonderbund-Ausstellung zu Köln und einigen Nummern dieser Zeitschrift und versuchte durch eine recht lange Rede, die ‚krankhafte Entwicklung der bildenden Künste‘ aufzuhalten. […] Er beklagt sich über Porträts, die wie Karikaturen aussehen (sehr richtig!)[.] Ueber Landschaften, bei denen man versucht hat, der Natur die allerhäßlichste Seite abzugewinnen (sehr richtig!). Er beruft sich auf die Herren Landwirte als Sachverständige für Tierbilder: ‚Sehen Sie sich bitte einmal die gelbe Kuh an‘ (sehr richtig!). Ganz besonders interessant findet er ‚die sogenannten Vexierbilder‘. Diese Vexierbilder erinnern ihn an die erste Schöpfung der Malerei bei den Naturvölkern (sehr richtig! und große Heiterkeit). […] Sie erinnern ihn ferner an die Kunstleistungen von achtjährigen Knaben. Eine Frauenfigur hat einen zu langen Hals. Van Gogh hat ‚die besondere Vorliebe, häßliche, mehr oder weniger krumme Menschen zu malen (Heiterkeit).‘ Das alles hat der Herr Vorster gefunden. Er findet ferner, daß ‚Ziel und Aufgabe der wahren Kunst ist, das Schöne und Erhabene in der Natur und im Menschenleben zu schildern‘. […] Und hierauf bittet der Herr Vorster das Kultusministerium dringend, ‚der geschilderten krankhaften Kunst keine Förderungen angedeihen zu lassen (bravo!), das heißt, insbesondere keine Ankäufe für Museen (Heiterkeit). Denn, meine Herren, wir haben es hier mit einer Richtung zu tun, die von meinem Laienstandpunkt aus eine Entartung bedeutet, eins der Symptome einer krankhaften Zeit. (Lebhafter Beifall.)‘“

Marc und Kandinsky galten in ihrer Radikalität als Speerspitze der Avantgarde, Kämpfer für die abstrakte Kunst und polarisierten auch in der Kunstszene. Marcs Gelbe Kuh stieß in der Neuen Künstlervereinigung München (N.K.V.M.) auf starke Ablehnung. Wie Kandinskys Werk entsprach auch seine Entwicklung nicht mehr der Mehrheitsposition der Vereinigung. Nach nur 10 Monaten brach Marc mit der N.K.V.M. und gründete zusammen mit Kandinsky den Blauen Reiter.
Die Nationalsozialisten betrachteten Marcs Werke als „entartet“. Allerdings ergab sich aus der Tatsache seines Kriegstodes vor Verdun und seiner großen Bekanntheit eine differenzierte Behandlung seines Werkes. Zahlreiche Nazi-Größen waren im Privatleben Bewunderer der Kunst Marcs. Zwar wurden auch seine Werke beschlagnahmt, jedoch in der gleichgeschalteten Presse Würdigungen anlässlich seiner Todestage veröffentlicht. Der Künstler wurde geachtet, sein Werk aber blieb offiziell geächtet. Viele Werke Marcs gerieten wie die gelbe Kuh in Privatbesitz oder gelangten ins Ausland.
Nach 1945 wurde das Werk Marcs sehr populär. In den 1950er und 1960er Jahren folgte auf die Jahre des Verbots ein wahrer Marc-Boom. Dies hing möglicherweise mit dem Nachholbedarf zusammen, sich mit der unter den Nationalsozialisten verfemten Kunst zu beschäftigen. Gefragt waren vorrangig Tierdarstellungen und heitere Motive, andere verbotene Werke vor allem mit sozialkritischem und konfrontativem Anspruch blieben dagegen weitgehend unbeachtet. Dies scheint dem Wunsch nach Reinheit, Frieden, Vergessen des Schreckens der Kriegsjahre und einer einhergehenden Entpolitisierung und Idyllisierung geschuldet. Insbesondere Reproduktionen von Marcs Tierbildern wie der Gelben Kuh bedienten als Wandbilder und Farbpostkarten die Nachfrage der Menschen. Dabei setzte eine weitgehende Verniedlichung und Verkitschung des Werkes ein. Marcs Anspruch wurde einer oberflächlichen Betrachtung geopfert, die Tierdarstellungen bloß als harmlos und apolitisch aufgefasst. Seine Kritik an der Welt des Menschen wurde weitgehend ausgeblendet.
Heute gilt Die gelbe Kuh als eines der bekanntesten Werke Marcs und des deutschen Expressionismus. In Marcs Schaffen steht das Gemälde als Bindeglied verschiedener Schaffensepochen, entstanden in einer Phase des Übergangs seines Stils, an einer bedeutenden Stelle. Jenseits des Kunstbetriebes ging das Motiv der Gelben Kuh als Aushängeschild des Expressionismus in die Massenkultur ein. Neben vielen zweidimensionalen Reproduktionen gibt es auch dreidimensional-plastische Umsetzungen des Motivs aus verschiedenen Materialien.